# Андерсон (Њу Џерзи)
Андерсон (енгл. Anderson) насељено је место без административног статуса у америчкој савезној држави Њу Џерзи.

## Демографија
По попису из 2010. године број становника је 342.
| Група             | 2000.    | 2010.       |
| Белци             | 0 (0,0%) | 190 (55,6%) |
| Афроамериканци    | 0 (0,0%) | 88 (25,7%)  |
| Азијати           | 0 (0,0%) | 10 (2,9%)   |
| Хиспаноамериканци | 0 (0,0%) | 40 (11,7%)  |
| Укупно            | 0        | 342         |